# Helina gilgitensis
Helina gilgitensis este o specie de muște din genul Helina, familia Muscidae, descrisă de Shinonaga în anul 2007.
Este endemică în Pakistan. Conform Catalogue of Life specia Helina gilgitensis nu are subspecii cunoscute.